# 삼언
삼언(三言)은 통속 단편소설집이다. 풍몽룡 편저. 명말에 발행된 <유세명언(喩世明言)>(일명<古今小說>)과 <경세통언(警世通言)> <성세항언(醒世恒言)>의 3권의 총칭으로서 각 40편, 계 120편의 구어 단편소설이 수록되어 있다. 송대의 환락가에서 유행했던 강석의 대본인 '화본(話本)'과 명대에 와서 그 형식을 밟으면서, 처음부터 읽기 위해서 창작된 '의화본(擬話本)'을 모아 풍몽룡이 교정(校訂)을 가한 것이다.